# Socheat Thach
Socheat Thach (ur. 21 czerwca 2001) – kambodżański zapaśnik walczący w oby stylach. Brązowy medalista igrzysk Azji Południowo-Wschodniej w 2023. Drugi na mistrzostwach Azji Południowo-Wschodniej w 2023 roku. 